# Гойхман, Хаим
Хаим Гойхман (ивр. חיים הוכמן‎, идиш חײם הױכמאַן‎‎; 31 октября 1908, Вертюжаны, Сорокский уезд, Бессарабская губерния — 24 июля 1988, Израиль) — молдавский, советский и израильский писатель и журналист, педагог. Писал на иврите и идише.

## Биография
Родился в еврейской земледельческой колонии Вертюжаны, в семье Арье-Лейба и Эйдл Гойхман. Учился в хедере в Вертюжанах, затем в школе сети «Тарбут» в Бельцах, с обучением на иврите. Прошёл курс обучения в учительской семинарии в Кишинёве. Закончил Кишинёвский педагогический институт имени Иона Крянгэ в Кишинёве. Работал учителем, в годы Великой Отечественной войны был мобилизован в трудовую армию.
Начал публиковаться в 1925 году кишинёвских газетах «Унзер цайт» (Наше время, 1925—1933) и «Цайт-фрагн» (Современные вопросы), также публиковался в других периодических изданиях на идише — «Фолксблат» (Народная газета), «Идише цайтунг» (Еврейская газета). Одновременно публиковал рассказы и миниатюры на иврите в журналах «Шурот» и «Удим» в Бельцах, «Мин ха-Цад» в Кишинёве, «Натив» в Бухаресте.
В 1973 году эмигрировал с семьёй в Израиль. Публиковался на идише в тель-авивских газетах «Идиш-велт» (Еврейский мир) и «Найе идише цайтунг» (Новая еврейская газета), в израильских журналах «Ба зих» (У себя), «Бесарабер идн» (Бессарабские евреи), «Иерушолаимер алманах» (Иерусалимский альманах), а также в «Цукунфт» (Будущее, Нью-Йорк). На иврите публиковался в газетах «Давар» (Слово) и «Ал ха-Мишмар» (На страже), журнале «Мознаим» (Весы). Издал несколько сборников художественной прозы на иврите, в том числе в 1951 году в Израиле «Бин шени ха-галаль».

## Книги
- בין שני הגלגל: סיפורים ורשימות (Бин шени ха-галаль — меж спицами колёс). הועד להוצאת כתביהם של סופרים עברים מבסרביה. Тель-Авив, 1952. — 117 с.
- שקיעת מרחקים (Шекиат мерхаким — Уменьшающиеся расстояния). Тель-Авив: בגבולם ליד הוצאת עקד. — 87 с.
- סופה ותפניות: תמונות משם ומכאן (Суфа ветафниёт — Шторм и новые повороты). Тель-Авив: רשפים (Решафим), 1985. — 82 с.